# Louisville Cardinals (piłka siatkowa kobiet)
Louisville Cardinals – akademicka żeńska drużyna siatkarska University of Louisville (USA). Występuje w rozgrywkach NCAA w Atlantic Coast Conference. 

## Sukcesy
- Mistrzostwo Konferencji (17)[1][2]:
  - Metro Conference (6): 1990, 1991, 1992, 1993, 1994, 1995
  - Conference USA (6): 1996, 1997, 1999, 2002, 2003, 2004
  - Big East Conference (3): 2005, 2007, 2012
  - Atlantic Coast Conference (2): 2013, 2015
- Mistrzostwo Konferencji fazy play-off (8)[1]
  - Conference USA (4): 1998, 2000, 2003, 2004
  - Big East Conference (4): 2006, 2008, 2009, 2010